# Misión de Kolobeng
La Misión de Kolobeng (en inglés: Kolobeng Mission) fue construida en 1847, fue la tercera y última misión de David Livingstone, misionero y explorador de África. En el país de Botsuana, 3 kilómetros (1,9 millas) al oeste de Kumakwane y 25 kilómetros (16 millas) al oeste de Gaborone fuera de la vía Thamaga-Kanye. La misión posee una iglesia y una escuela y era también el hogar de David Livingstone, su esposa Mary Livingstone, y sus hijos.
Una valla se instaló alrededor de la zona en 1935, y la misión es conservada por el Departamento del Museo Nacional y Monumentos a cargo del Ministerio de Medio Ambiente, Vida Silvestre y Turismo de Botsuana.